# 68 Eridani
68 Eridani är en gulvit stjärna i huvudserien i stjärnbilden Eridanus. 
Stjärnan har visuell magnitud +5,12 och är synlig för blotta ögat vid normal seeing. Den befinner sig på ett avstånd av ungefär 83 ljusår.